# 江之島車站
江之島車站（日语：／ Enoshima eki */?）是屬於江之島電鐵（江之電）江之島電鐵線的鐵路車站，位於日本神奈川縣藤澤市。

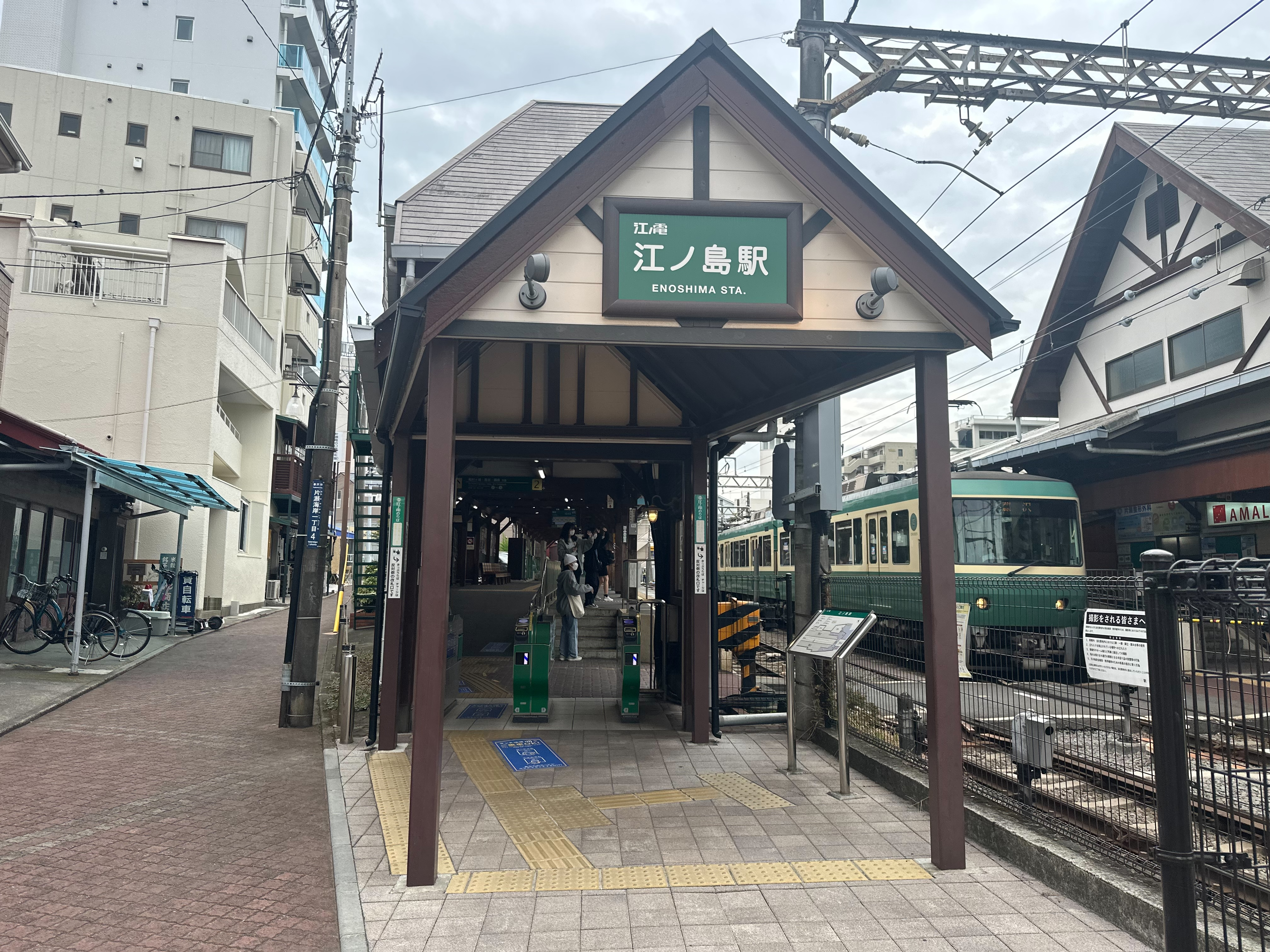
北側出入口（2023年10月）

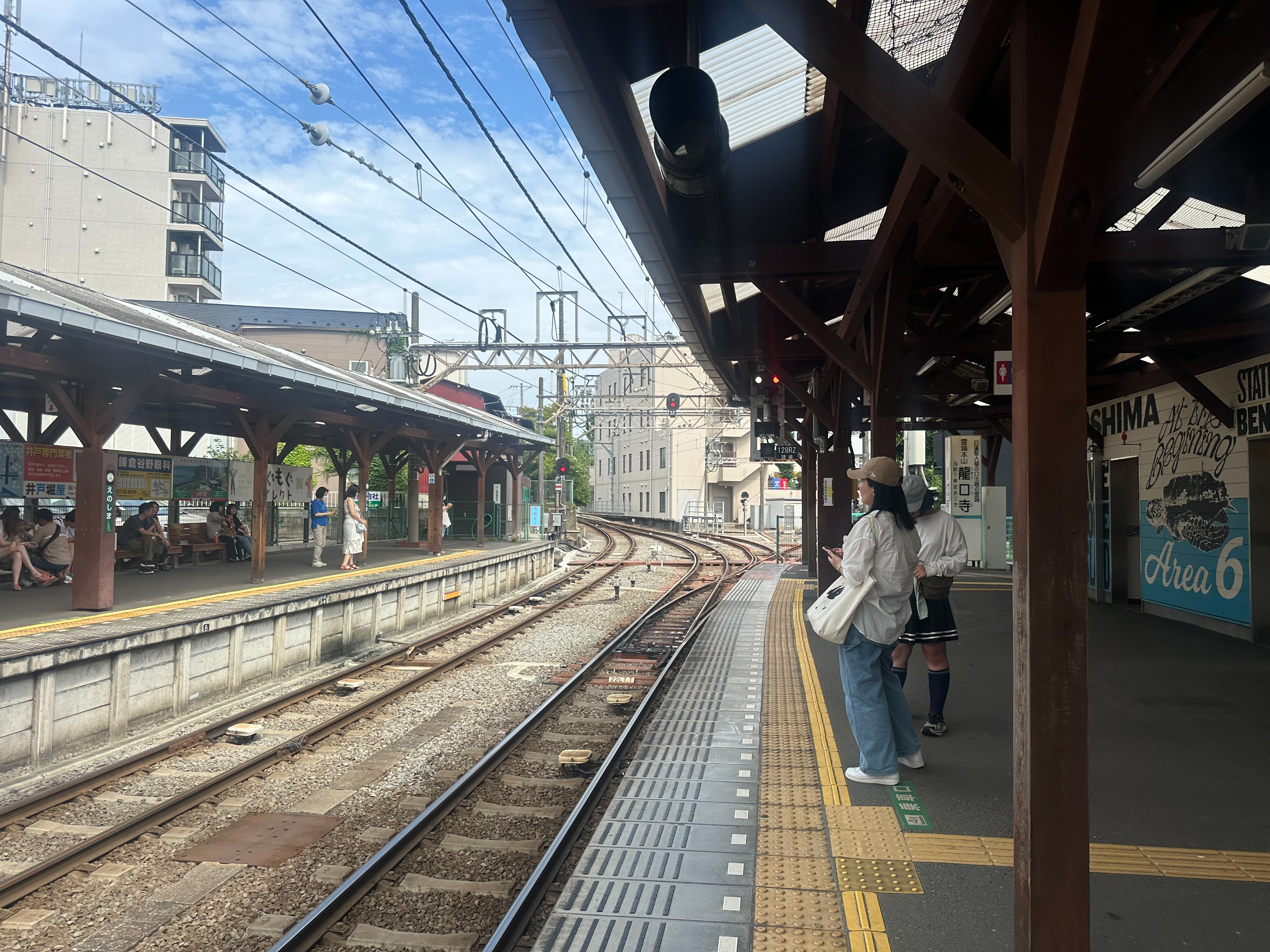
月台（2024年7月）

## 簡介
由於江之島電鐵的總部就設在本站站區內，除了設有站長之外，江之島電鐵線全線沿途的15座車站都是由江之島車站管理。除此之外，包括列車駕駛員的管理區與車輛保修設施也全都設在本站範圍內，堪稱是江之電全線最重要的一座車站。
江之島設有兩座採相對式配置的月台，兩月台間是以人行穿越道連結，乘客需直接步行跨越鐵軌才能到達對向月台。由本站開始至隔鄰的腰越車站之間，鐵路路線是設在一般道路的路面上，是綜合了標準的重軌運輸與路面輕軌運輸兩種模式的江之島電鐵線非常有特色的路段之一。
由於鄰近東京郊外著名海濱觀光勝地江之島，因此每年皆有大量來自日本國內外的觀光客會在本站進出。然而，本站並非距離江之島最近的車站：在本站南側約10分鐘步行距離處。可以見到隸屬於小田急電鐵江之島線的片瀨江之島車站，是距離江之島最近的車站。除此之外，在反方向位於本站北側約2分鐘步行距離的位置處，可以見到湘南單軌電車（湘南モノレール）江之島線的終點車站——湘南江之島，雖不能直接轉車，但三站都在步行轉車可行的程度之內。

## 歷史
- 1902年（明治35年）9月1日：車站啟用。初設站時原名片瀨。
- 1929年（昭和4年）：站名更改為江之島（江ノ島）。
- 1991年（平成3年）：站房改建為目前狀態。

## 車站結構
本站為對向式月台2面2線的地面車站，設有常駐站員。月台與站內平交道連結。2006年9月起，伴隨首都圈的PASMO與Suica開始互通，設置了閘機。

### 月台配置
| 月台 | 路線         | 方向 | 目的地                 |
| ---- | ------------ | ---- | ---------------------- |
| 1    | 江之島電鐵線 | 上行 | 藤澤方向               |
| 2    | 江之島電鐵線 | 下行 | 稻村崎、長谷、鎌倉方向 |

## 使用情況
2018年度1日平均上下車人次為10,614人，是江之島電鐵全部15個站中第3位。
近年的推移如下表。
| 年度               | 1日平均 上下車人次 | 1日平均 上車人次 | 來源     |
| ------------------ | ------------------ | ---------------- | -------- |
| 1995年（平成07年） |                    | 2,614            | [ * 1 ]  |
| 1998年（平成10年） |                    | 2,350            | [ * 2 ]  |
| 1999年（平成11年） |                    | 2,368            | [ * 3 ]  |
| 2000年（平成12年） |                    | 2,364            | [ * 3 ]  |
| 2001年（平成13年） |                    | 2,443            | [ * 4 ]  |
| 2002年（平成14年） | 5,284              | 2,476            | [ * 5 ]  |
| 2003年（平成15年） | 5,501              | 2,602            | [ * 6 ]  |
| 2004年（平成16年） | 6,078              | 2,830            | [ * 7 ]  |
| 2005年（平成17年） | 6,231              | 2,812            | [ * 8 ]  |
| 2006年（平成18年） | 6,679              | 2,820            | [ * 9 ]  |
| 2007年（平成19年） | 5,353              | 2,289            | [ * 10 ] |
| 2008年（平成20年） | 7,047              | 2,746            | [ * 11 ] |
| 2009年（平成21年） | 6,421              | 2,296            | [ * 12 ] |
| 2010年（平成22年） | 5,656              | 2,433            | [ * 13 ] |
| 2011年（平成23年） | 6,628              | 3,049            | [ * 14 ] |
| 2012年（平成24年） | 6,581              | 3,457            | [ * 15 ] |
| 2013年（平成25年） | 6,774              | 3,012            | [ * 16 ] |
| 2014年（平成26年） | 7,078              | 3,140            | [ * 17 ] |
| 2015年（平成27年） | 7,345              | 3,258            | [ * 18 ] |
| 2016年（平成28年） | 7,579              | 3,360            | [ * 19 ] |
| 2017年（平成29年） | 10,208             | 4,339            |          |
| 2018年（平成30年） | 10,614             | 4,443            |          |

## 相鄰車站
江之島電鐵
 江之島電鐵線
湘南海岸公園（EN05）－江之島（EN06）－腰越（EN07）

## 外部連結
- 江之島站 （页面存档备份，存于） - 江之島電鐵

35°18′39.5″N 139°29′15″E / 35.310972°N 139.48750°E